# NGC 6760
NGC 6760 è un ammasso globulare visibile nella costellazione dell'Aquila.
Non vi sono stelle luminose nei suoi paraggi; si può provare a cercarlo circa 6 gradi a NNE della stella λ Aquilae; non è visibile con piccoli binocoli, ma si rivela bene con un telescopio riflettore, nel quale appare evidente la sua scarsa concentrazione stellare (classe IX) e nel quale sono visibili le componenti più luminose. Dista dal Sole 24.100 anni-luce.